# Heinrich Ferenczy

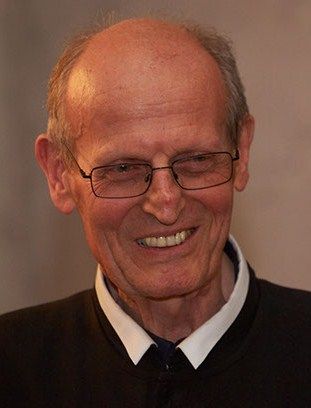
Abt Heinrich Ferenczy (2011)

Heinrich Ferenczy OSB (* 30. Oktober 1938 in Wien; † 13. April 2018; Taufname Pál Béla) war ein österreichischer Benediktiner. Er war von 1988 bis 2006 70. Abt des Wiener Schottenstiftes und von 2008 bis zum Sommer 2017 der 57. Abt des Stiftes St. Paul im Lavanttal.

## Leben
Pál Béla Ferenczy wurde als Sohn der Eheleute Geza und Stephanie Ferenczy 1938 in Wien geboren. Nach dem Zweiten Weltkrieg ging er 1945 mit seiner Familie nach Pettenbach. Die ersten Klassen der Volksschule besuchte er am Magdalenaberg. Nach Übersiedelung in die Lederau (Marktgemeinde Vorchdorf) ging er in die Volksschule Pamet, bis er 1949 zunächst in das Stiftsgymnasium Kremsmünster eintrat. 1950 kehrte die Familie wieder nach Wien zurück, wo Ferenczy das Schottengymnasium besuchte. Ein leiblicher Bruder wurde Steyler Missionar.
Nach seiner Matura trat Ferenczy 1957 in die Schottenabtei ein, wo er den Ordensnamen Heinrich annahm. Nach Ablegen der Profess studierte er von 1958 bis 1963 an der Katholisch-Theologischen Fakultät der Universität Wien und wurde 1963 zum Priester geweiht. 1965 promovierte er zum Doktor der Theologie, 1969 legte er außerdem die Lehramtsprüfung für die Fächer Deutsch, Geschichte und Philosophie ab. Als Jugendseelsorger des Stiftes gründete er 1967 das Katholische Jugendzentrum Schotten, bekannt als der Keller. Von 1970 bis 1996 unterrichtete er am Gymnasium Sacre Coeur Wien und am Schottengymnasium, dessen Direktor er von 1981 bis 1989 war. Zudem war er von 1983 bis 1988 Pfarrer in Breitenlee.
1988 wurde Ferenczy zum 70. Abt des Schottenstiftes gewählt; die Abtsbenediktion empfing er vom Linzer Diözesanbischof Maximilian Aichern. Sein Wahlspruch lautet „Die Liebe Christi drängt uns“ (2 Kor 5,14 ). Von 1989 bis 1998 war er auch Erster Vorsitzender der Österreichischen Superiorenkonferenz.
Ferenczy setzte in seiner Amtszeit viele bauliche Initiativen und versuchte das Schottenkloster stärker als geistliches Zentrum der Stadt zu positionieren. So verlegte er das Chorgebet der Mönche aus der schwer zugänglichen Johanneskapelle in die Schottenkirche, die er ebenso wie die Krypta Anfang der 1990er-Jahre renovieren ließ. Am Schottengymnasium führte er 2004 die Koedukation ein, gleichzeitig wurde die Schule baulich erweitert.
Zwei Jahre vor Erreichung der Altersgrenze trat Ferenczy 2006 als Schottenabt zurück und übersiedelte in das Stift St. Paul im Lavanttal, das er bereits seit 1996 als Administrator leitete. 2007 übernahm er die Funktion des Provisors der Pfarre Sankt Georgen im Lavanttal. 2008 wurde er vom St. Pauler Konvent für sechs Jahre zum 57. Abt gewählt, 2014 erfolgte seine Wiederwahl für weitere sechs Jahre. 2013 erhielt er die Ehrenbürgerschaft der Marktgemeinde Sankt Paul im Lavanttal.
Im Sommer 2017 trat er als Abt des Stiftes zurück. Er lebte weiterhin als Altabt in St. Paul.

## Werke
- Gemeinsam mit Cölestin Roman Rapf: Herzog Heinrich II. Jasomirgott – Gründer des Schottenstiftes. Gedächtnisschrift anlässlich des 800. Todestages Herzog Heinrichs II. Jasomirgott. Wien 1977.
- Gemeinsam mit Christoph Merth (Photos): Das Schottenstift und seine Kunstwerke. Orac, Wien 1980, ISBN 3-85368-859-4.
- In Gottes Hand geborgen. Predigtsplitter. Styria, Graz 2011, ISBN 978-3-222-13324-4.